# Porta Mariae
La Porta Mariae (que en latín quiere decir: Puerta Mariana) es un arco triunfal en la ciudad de Naga en Filipinas, conmemorando el tercer centenario de la devoción a Nuestra Señora de Peñafrancia.
El arco, de 18 metros (59 pies) de ancho, 4 metros (13 pies) de profundidad y 11 metros (36 pies) de alto, está coronada por una imagen de bronce de altura de la Virgen de Peñafrancia y dos ángeles de 10 pies (3 m) a cada lado. Dos puertas pequeñas del portal principal acomodan hasta tres personas, mientras que el portal central tiene capacidad para al menos ocho personas.
El arco fue encargado por la Arquidiócesis de Cáceres, y su construcción fue financiada por los devotos Peñafrancia. Fue diseñado por el arquitecto Gian Paolo P. Priela y completado bajo la dirección del ingeniero Noriel L. Villar. La Porta Mariae fue bendecida e inaugurada por el arzobispo Leonardo Legaspi, el 9 de septiembre de 2010.